# نهائي كأس أوروبا 1957
نهائي كأس أوروبا 1957 كانت مباراة كرة قدم أقيمت على ملعب سانتياغو بيرنابيو في مدينة مدريد يوم 30 مايو 1957. كانت المُباراة بين حامل اللقب النسخة الأولى والسابقة ريال مدريد ونادي فيورينتينا والذي فاز بها ريال مدريد بهدفين سُجلا في الشوط الثاني حمل توقيع كُلاً من ألفريدو دي ستيفانو وفرانشيسكو خينتو. يُعتبر هذا النهائي هو أول نهائي من أصل أربعة (1965، 1984، 2012) يلعب فيه أحد الطرفين في ملعبه.

## عن الفريقين

### ريال مدريد
| تاريخ ريال مدريد في نهائيات دوري أبطال أوروبا | تاريخ ريال مدريد في نهائيات دوري أبطال أوروبا | تاريخ ريال مدريد في نهائيات دوري أبطال أوروبا | تاريخ ريال مدريد في نهائيات دوري أبطال أوروبا | تاريخ ريال مدريد في نهائيات دوري أبطال أوروبا | تاريخ ريال مدريد في نهائيات دوري أبطال أوروبا |
| النسخة                                        | المركز                                        | الخصم                                         | النتيجة                                       | المكان                                        | الحضور                                        |
| كأس أوروبا (النظام القديم)                    | كأس أوروبا (النظام القديم)                    | كأس أوروبا (النظام القديم)                    | كأس أوروبا (النظام القديم)                    | كأس أوروبا (النظام القديم)                    | كأس أوروبا (النظام القديم)                    |
| --------------------------------------------- | --------------------------------------------- | --------------------------------------------- | --------------------------------------------- | --------------------------------------------- | --------------------------------------------- |
| 1956                                          | البطل                                         | ستاد ريمس                                     | 3–4                                           | بارك دي برينس، باريس                          | 38,239                                        |

### فيورنتينا
| لم يصل إلى النهائي من قبل | لم يصل إلى النهائي من قبل | لم يصل إلى النهائي من قبل | لم يصل إلى النهائي من قبل | لم يصل إلى النهائي من قبل | لم يصل إلى النهائي من قبل |
| ------------------------- | ------------------------- | ------------------------- | ------------------------- | ------------------------- | ------------------------- |

## النهائي
| ريال مدريد                                          | 2–0   | فيورنتينا |
| --------------------------------------------------- | ----- | --------- |
| ألفريدو دي ستيفانو 69' (ض.ج.) · فرانشيسكو خينتو 75' | تقرير |           |

| ريال مدريد | فيورينتينا |

| GK              | 1  | خوان ألونسو         |
| DF              | 2  | مانويل توريس        |
| DF              | 5  | ماركوس ألونسو إيماز |
| DF              | 3  | رافاييل ليسميس      |
| DF              | 4  | ميغيل مونيوز (ك)    |
| MF              | 6  | خوسي ماريا زاراغا   |
| MF              | 7  | ريموند كوبا         |
| MF              | 8  | إنريكي ماتيوس       |
| MF              | 9  | ألفريدو دي ستيفانو  |
| FW              | 10 | هيكتور ريال         |
| FW              | 11 | فرانشيسكو خينتو     |
| المدرب:         |    |                     |
| خوسيه فيلالونغا |    |                     |

| GK                | 1  | جيولانو سارتي      |
| DF                | 2  | أرديسو ماجنيني     |
| DF                | 3  | ألبيرتو أورزان     |
| DF                | 4  | سيرجيو سيرفاتو (ك) |
| DF                | 5  | ألدو سكارموسي      |
| MF                | 6  | أرماندو سيغاتو     |
| MF                | 7  | جولينهو            |
| MF                | 8  | غودو غراتون        |
| MF                | 9  | جيوسيبي فيرجليني   |
| FW                | 10 | ميغيل مونتوري      |
| FW                | 11 | كلاوديو بيزاري     |
| المدرب:           |    |                    |
| فولفيو بيرنارديني |    |                    |